# 电市水库
电市水库是中国陕西省榆林市子洲县境内的一座水库，位于小理河上，建于1974年。水库正常库容为890万立方米，集雨面积为188平方千米，海拔为977.2米。